# Ulica Wał Miedzeszyński w Warszawie
Wał Miedzeszyński – ulica w dzielnicach Praga-Południe i Wawer w Warszawie, biegnąca wzdłuż brzegu Wisły od Saskiej Kępy do granicy miasta. 
Pierwotnie wał przeciwpowodziowy mający chronić tereny Saskiej Kępy przed zalewaniem przez rzekę, usypany w latach 1906–1911. Ulica, początkowo nazywana Drogą do Miedzeszyna, od 1919 ul. Miedzeszyńską, a od 1958 pod obecną nazwą. Istnieją też źródła mówiące o tym, że ul. Miedzeszyńska zastąpiła wcześniejszą lokalną ulicę Brzegową. Obecna nazwa związana jest z faktem, że ulicę przeprowadzono wzdłuż, a częściowo na wale oddzielającym rzekę od miasta, a prowadzi m.in. do Miedzeszyna.

## Przebieg
Wał biegnie wzdłuż prawego brzegu Wisły, od mostu Poniatowskiego na południe do granicy miasta. Jest arterią łączącą centrum Warszawy z dzielnicą Wawer oraz z podwarszawskimi miastami: Józefowem i Otwockiem. Niegdyś na odcinku między mostem Poniatowskiego a mostem Łazienkowskim stanowił fragment drogi krajowej nr 61, a między Mostem Łazienkowskim a granicą miasta fragment drogi wojewódzkiej nr 801 (zmiana związana była z włączeniem mostu Północnego w ciąg drogi krajowej nr 61).

## Historia
Okolice Wału Miedzeszyńskiego na wysokości ul. Genewskiej są prawdopodobnym miejscem lokalizacji folwarku Holendry będącego jednym z najstarszych ośrodków zorganizowanego osadnictwa na Saskiej Kępie. Przypuszcza się, że jedna z wykonanych w 1910 roku fotografii Władysława Marconiego przedstawia resztki zabudowań tego właśnie folwarku. Jeszcze w latach 30. u wylotu ul. Wersalskiej znajdowały się zabudowania należące do Józefa Wolframa.
Historia ulicy sięga lat 1906−1911, gdy usypano wał mający chronić okoliczne tereny przed wylewem Wisły. Podczas prac natrafiono m.in. na szczątki żołnierzy polskich i szwedzkich poległych w lipcu 1656 w bitwie pod Warszawą. W tym miejscu, na Wale Gocławskim, wzniesiono niewielki monument w formie krzyża – pomnik Poległych w Bitwie ze Szwedami.
Na początku lat 30. XX wieku na odcinku wału od Mostu Średnicowego do dzisiejszej ul. Afrykańskiej przeprowadzono alejkę spacerową, a po roku 1934 wał został poszerzony i poprowadzono obok niego asfaltową jezdnię, wzdłuż której stanęły pierwsze w Warszawie latarnie z lampami sodowymi. W tym samym czasie przy brzegu Wisły usypano nową, kamienną skarpę, która została obsadzona winoroślą. Pisano wówczas, że Warszawa zyskała dogodną i urozmaiconą w widoki spacerową arterię wylotową w kierunku Otwocka.
W okresie dwudziestolecia międzywojennego okolice Wału Miedzeszyńskiego zaczęto zagospodarowywać. Część inwestycji służyła celom rekreacyjno-sportowym, jak np. budynki YKP i Klubu Sportowego Policji Państwowej. Powstawały także plaże, jak np. Plaża Braci Kozłowskich czy też miejska plaża Poniatówka – obydwie z drewnianymi pawilonami z przebieralniami. Także przed II wojną światową powstały dwie luksusowe wille – willa Szyllerów (proj. Józef Szanajca i Bohdan Lachert) oraz willa Zalewskich (proj. Bohdan Pniewski). W swoich wspomnieniach Bronisław Kopczyński pisał, że:

Saska Kępa, a nie było to przecież tak dawno, bo w roku 1933 miała zaledwie kilkanaście domków i willi przy ulicy Miedzeszyńskiej, naówczas głównej arterii, oraz kilka na Francuskiej.

Po II wojnie światowej zaczęły pojawiać się plany rozbudowy Wału Miedzeszyńskiego. W jednym z tekstów w Stolicy z 1948 pisano:

Ważną innowacją będzie skrócenie zjazdu z Mostu Poniatowskiego na Wał Miedzeszyński. Ulica Jakubowska zostanie zlikwidowana jako nitka łącząca dwa poziomy. Zamiast niej powstanie bezpośrednie połączenie mostu z Wałem, mniej więcej w jednej trzeciej dotychczasowej odległości mostu od ronda Waszyngtona

Budowę wspomnianej estakady rozpoczęto dopiero w roku 1991. Wcześniej, bo w połowie lat 70., zakończone zasadnicze prace związane z rozbudową ulicy, co zostało poprzedzone budową kompleksu basenów w latach 1962–1970. Z tego okresu zachowały się zapiski Józefa Sigalina dotyczące budowy Trasy Łazienkowskiej:

Na Wale Miedzeszyńskim ruch samochodów i nieustanny ciąg pieszych idących na plażę, do klubów i ot, po prostu nad Wisłę. Po drugiej stronie wału gospodarstwo ogrodniczo-warzywnicze: grządki kapusty, pomidorów, malin, truskawek, słoneczniki, peonie, irysy. To ostatnie zbiory – cały ten teren będzie zasypany na wysokość kilku pięter pod wielki węzeł drogowy Trasy Mostowej

Na początku XXI wieku poszerzona i gruntownie przebudowana na odcinku od Mostu Łazienkowskiego do granicy miasta w związku z wybudowaniem mostu Siekierkowskiego. W sierpniu 2020 oddano do użytku przebudowany odcinek ulicy od Traktu Lubelskiego do węzła z Południową Obwodnicą Warszawy.

## Inne informacje
Po stronie wschodniej Wał Miedzeszyński zabudowany jest domami mieszkalnymi i osiedlami, po zachodniej jego stronie znajdują się tereny zalewowe Wisły oraz ośrodki rekreacyjno-wypoczynkowe, w tym kompleks basenowy Plaże nad Wisłą.
W pobliżu ul. Jakubowskiej znajduje się tablica poświęcona pamięci 20 Polaków rozstrzelanych w czasie okupacji niemieckiej. Karol Tchorek, projektant tej i pozostałych tego rodzaju tablic w Warszawie, po II wojnie światowej wraz z rodziną mieszkał właśnie przy ul. Miedzeszyńskiej.
Jest najdłuższą ulicą w Warszawie. Według niektórych źródeł jest także najdłuższą ulicą w Polsce, jednak ta informacja jest wątpliwa. Przykładowo, większą długość (15,5 km) ma aleja Wojska Polskiego w Częstochowie.

## Galeria

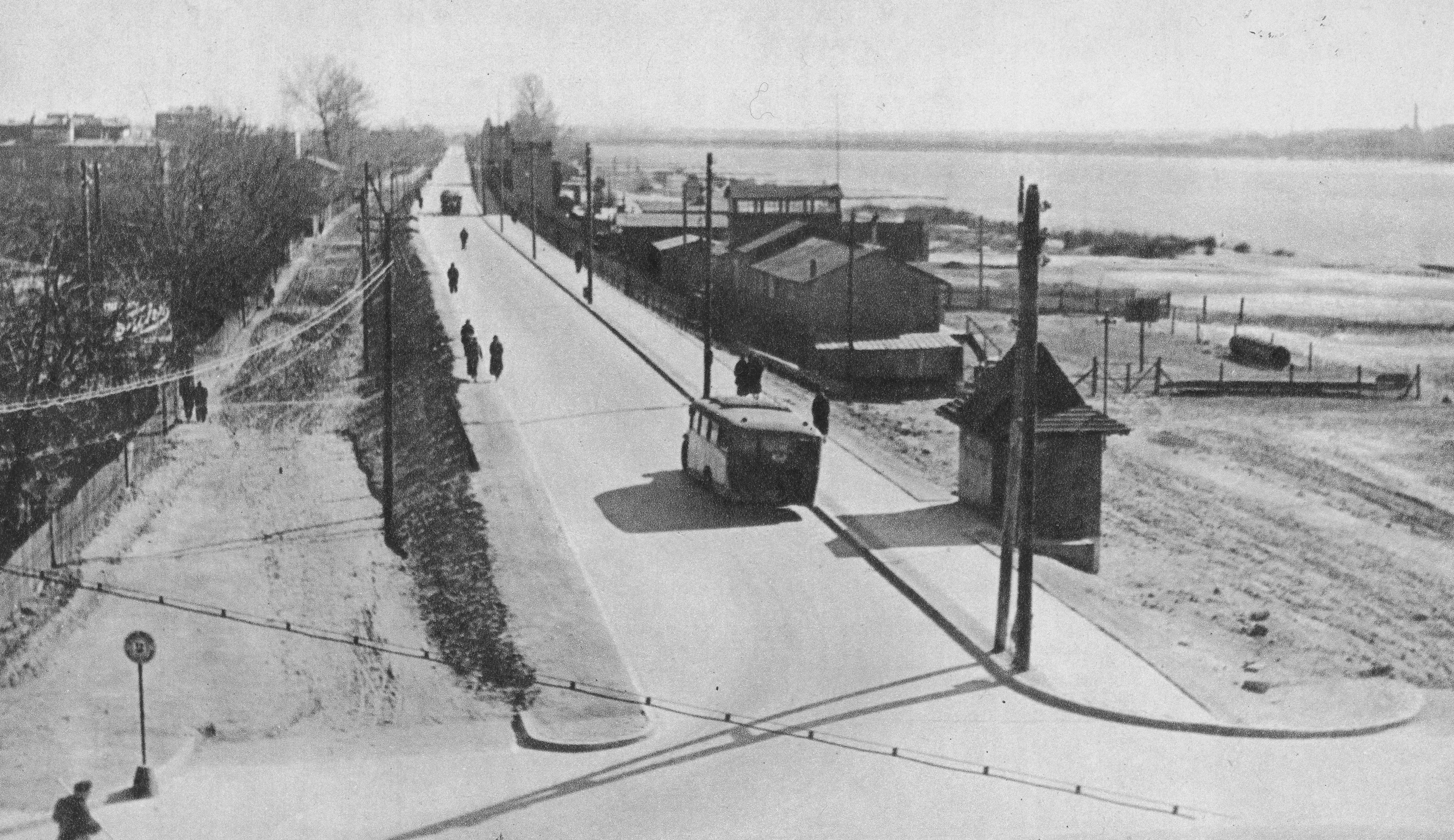
Ulica (w tamtym czasie Miedzeszyńska) w okresie międzywojennym, widok z wiaduktu mostu Poniatowskiego
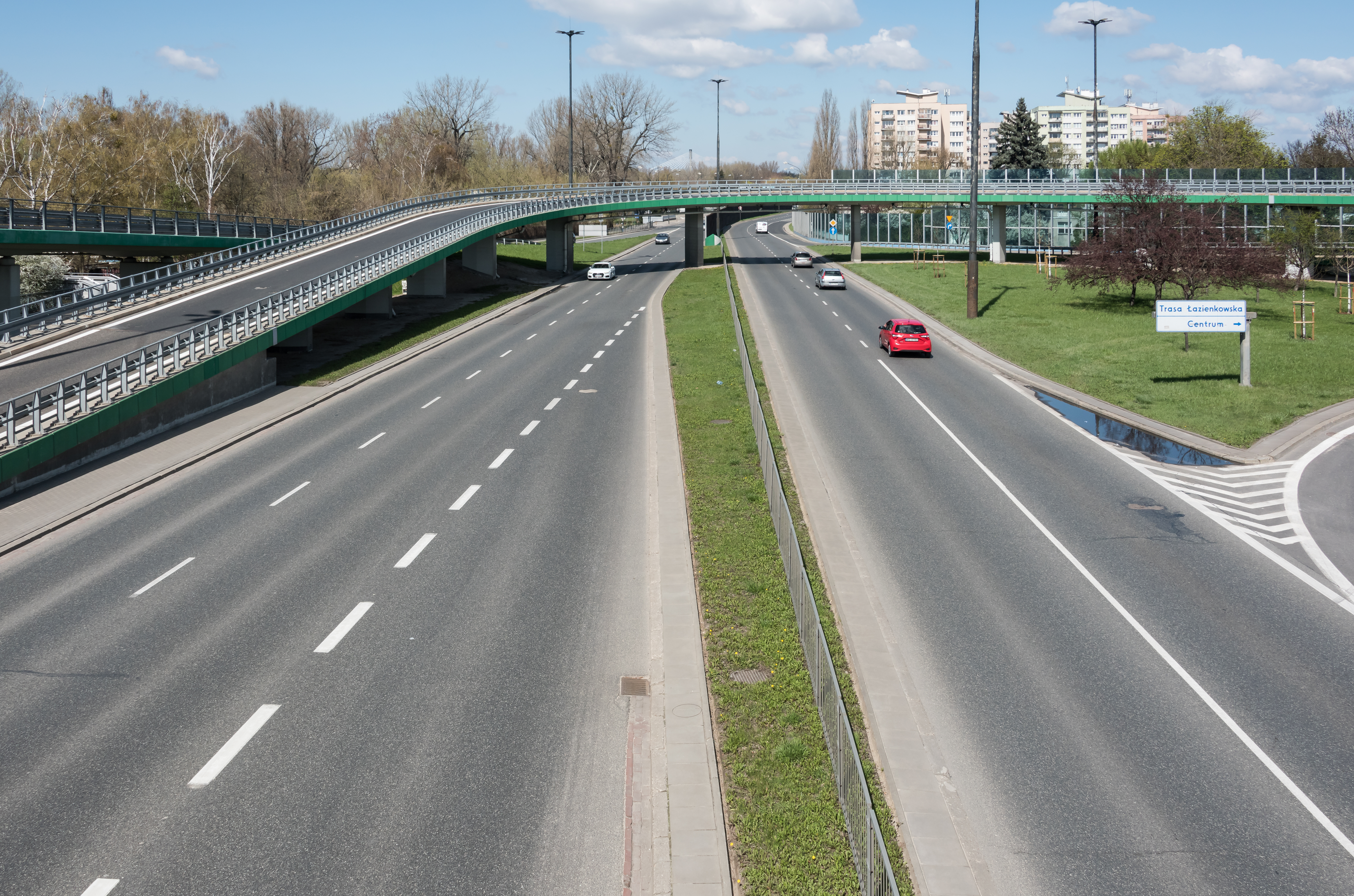
Ulica widziana z wiaduktu Trasy Łazienkowskiej
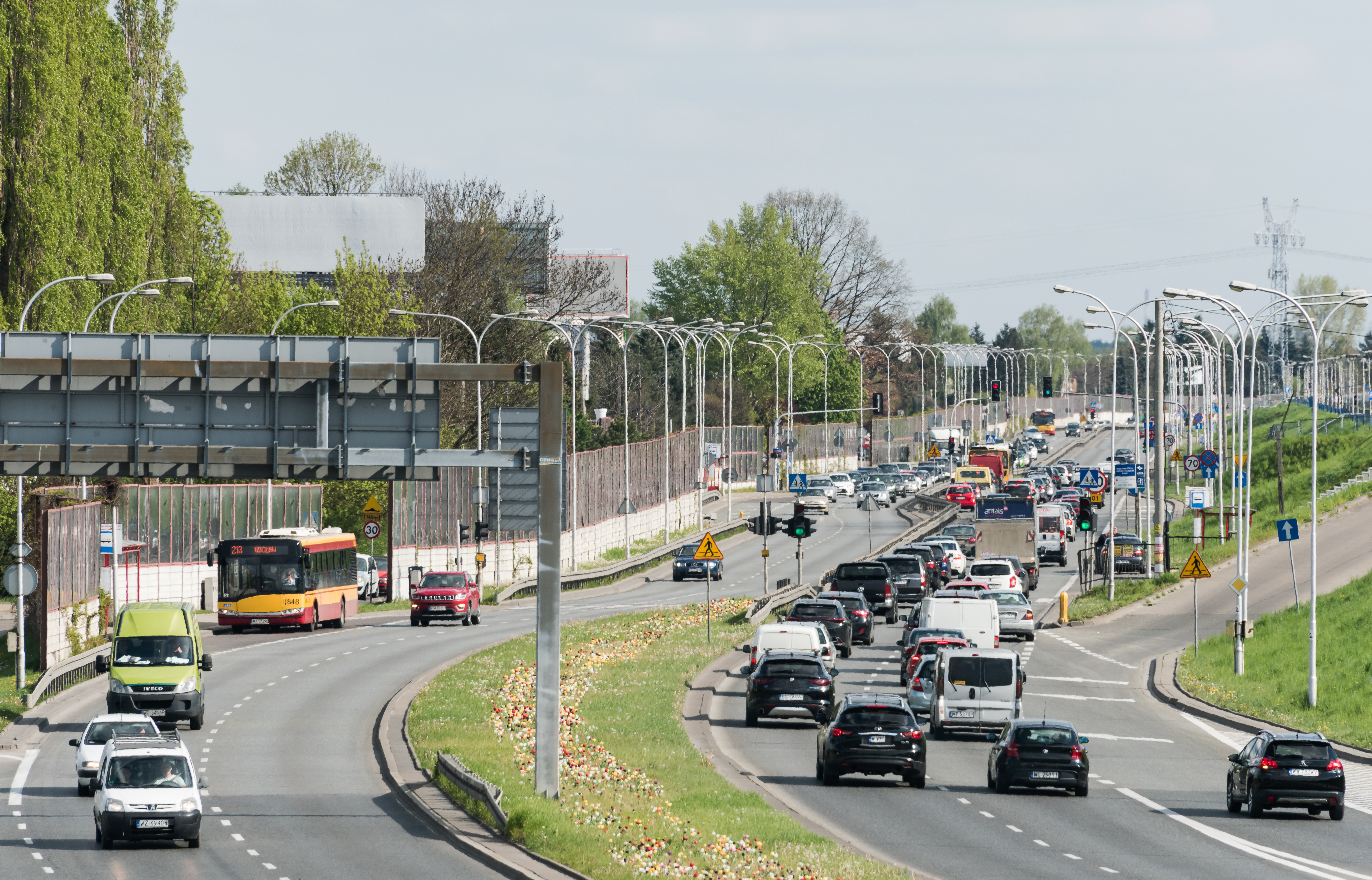
Ulica widziana z wiaduktu Trasy Siekierkowskiej